# ウルマン反応
ウルマン反応（ウルマンはんのう、Ullmann reaction）は、有機化学における化学反応のひとつで、銅を用いてハロゲン化アリールをカップリングさせるもの。20世紀初頭にフリッツ・ウルマンが報告した。ハロゲン化アリール同士をカップリングさせるものを「ウルマン反応」、ハロゲン化アリールとアミン、フェノール類、チオールをカップリングさせるものを「ウルマン縮合」と呼んで区別することもある。ただし前者はパラジウム触媒を用いるクロスカップリング反応などに取って代わられ、現代ではほとんど省みられることはない。このためこの項目では主に後者、アリール-ヘテロ原子結合生成反応について解説する。

## ウルマン反応 (狭義)
1901年にフリッツ・ウルマンが報告した金属銅を使用してハロゲン化アリール同士をホモカップリングさせてビフェニル誘導体を合成する反応である。ウルマン反応において特にこの反応を指して、ウルマンカップリングと呼ばれることが多い。
ビフェニルを合成する反応は、すでにウルツ・フィッティヒ反応が知られていたが、適用できる基質に大きな制約があった。
ウルマンカップリングは高温が必要で収率もそれほど高くはなかったが、パラジウム触媒を用いるカップリング法が出現するまでは、ビフェニル誘導体の標準的な合成法として用いられていた。
ESR の測定によりフェニルラジカルを反応中間体として経由する反応機構であることが判明している。
銅によるハロゲン化アリールの一電子還元と、ハロゲン化物イオンの脱離によりフェニルラジカルとハロゲン化銅が生成し、これがもう一度、一電子還元されてフェニル銅となる。
そしてフェニル銅がハロゲン化アリールに酸化的付加した後、2つのフェニル基が還元的脱離でビフェニルを生成する機構が提案されている。
鉄や銅などを触媒としたクロスカップリング反応では、ウルマン型カップリングが副反応として進行することがある。

## ウルマン縮合
1903年にフリッツ・ウルマンが報告した反応で、ウルマン自身はハロゲン化アリールとアルコールとの反応について報告している。アミンとの反応はウルマンに先立って1885年にF.ジョルダンによって報告されており、またウルマンの助手で後に妻となったイルマ・ゴルトベルクによってアミドとの反応も1906年に報告された。そのため、ジョルダン・ウルマン・ゴルトベルク反応 (Jordan-Ullmann-Goldberg reaction) とも呼ばれる。
オリジナルのウルマン反応は厳しい反応条件・実験上のハンドリングの面倒さなど欠点も多い反応であったが、近年の研究で大きく改善が進みつつある。パラジウムを用いる同形式の反応、ブッフバルト・ハートウィッグ反応と合わせ、近年の有機化学で最も進展が著しい分野の一つである。

### オリジナル条件
ウルマン縮合反応は次の一般式で表される。
{\displaystyle {\ce {Ar-X\ + HY-R -> Ar-Y-R}}} （Y = NR', O, S)
反応の際には銅粉または各種銅塩を用いる。触媒量で済むケースもあるが多くの場合過剰量必要となり、このため反応の後処理が難しくなる。キシレン、ジメチルスルホキシド (DMSO)、N-メチルピロリドン (NMP) などの高沸点溶媒を用い、150〜200 ℃ という高温で反応を行う。さらに強塩基、長い反応時間など厳しい反応条件を必要とし、収率も決して良くないケースが多い。こうした欠点から使える基質は大きく制限され、他の手段では合成が難しいアリール-ヘテロ原子結合が作れるとはいえ、ウルマン反応は長らく実用性の低い反応とされてきた。

### 改良条件
90年代後半から、これらの難点を解決する報告が相次いで発表された。
- アリールホウ酸の使用

1997年、チャンら・エヴァンスら・ラムらの3グループから同時に、ハロゲン化アリールの代わりにアリールホウ酸を使用する改良条件が報告された。この場合溶媒はジクロロメタン、銅塩としては2当量程度の酢酸銅(II)がよく、ここにトリエチルアミンまたはピリジンを5当量程度共存させて反応を行う。反応は室温で進行し、加熱するとかえって収率が落ちる。これは溶媒に溶けた酸素が銅を再酸化し、反応サイクルを回すと考えられており、加熱によってこの酸素が逃げてしまうためと説明される。このため撹拌を激しく行い、空気を取り入れると効率が上がる。また酸素ガスを吹き込みながら反応を行うなどの改良法も報告されている。
カップリングの相手としては、フェノール類、チオール、一・二級アミン、アミド、含窒素ヘテロ環など幅広い基質が使用可能である。またアリールホウ酸でなく、ビニルホウ酸を用いたケースも報告されている。
- 配位子の使用

1999年、スティーヴン・ブッフバルトは1価の銅塩にジアミン系の配位子（フェナントロリン、trans-1,2-シクロヘキサンジアミンなど）を加えることにより、銅の使用量を基質の 5mol%程度にまで減らせることを示した。リン酸カリウムを塩基として用い、トルエン溶媒で 110 ℃ 程度の穏和な条件で反応が進行する。こちらもアリールアミン・アルキルアミン・含窒素ヘテロ環・フェノール類・チオールなど幅広い基質に適用可能である。
- 酢酸セシウムの使用

ヨウ化アリールのアミノ化に、2当量のヨウ化銅(I)と酢酸セシウムの組み合わせが有効であることが福山らによって示された。室温〜90 ℃ 程度の温度で反応が進行する。分子内反応でインドール・キノリン誘導体が効率よく合成できる他、分子間反応でも有用性が示されている。